# Zdzisław Rydzyński
Zdzisław Rydzyński (ur. 7 marca 1925 w Gostyninie, zm. 2 stycznia 1996 w Łodzi) – polski lekarz psychiatra, profesor doktor habilitowany nauk medycznych, pułkownik ludowego Wojska Polskiego, Naczelny Psychiatra Wojska Polskiego (1964–1991).

## Życiorys
W 1950 ukończył studia medyczne w Akademii Medycznej w Łodzi. Doktor od 1951, doktor habilitowany 1963, profesor nadzwyczajny 1970, profesor zwyczajny 1978.
W latach 1950–1962 starszy asystent Kliniki Psychiatrycznej Akademii Medycznej w Łodzi. Od 1962 do 1991 związany z Wojskową Akademią Medyczną w Łodzi, gdzie był kolejno adiunktem (1962–1966), docentem (1966–1970), kierownikiem Klinki Psychiatrycznej (1967–1974), szefem Katedry Psychiatrii (1968–1974), profesorem (od 1970), komendantem Instytutu Higieny Psychicznej (od 1974).
Odbył liczne staże naukowe w ośrodkach psychiatrycznych w Pilźnie, Brnie, Pradze, Bratysławie (1961), Zurychu (1966), w instytucie psychiatrii w Londynie (1968), w Akademii im. Siergieja Kirowa w Leningradzie (1970), w Instytucie Farmakologii w Mediolanie (1970), w Katedrze Kryminologii Uniwersytetu w Toronto (1971), w klinikach psychiatrycznych w Toronto i Ottawie (1971), w Katedrze Pedo-psychiatrii w Rostocku (1974), w Laboratorium Badań nad Stresem w Sztokholmie (1976), w Klinice Psychiatrycznej Uniwersytetu w Paryżu (1980). Ukończył Wieczorowy Uniwersytet Marksizmu-Leninizmu dla kierowniczej kadry Instytucji Centralnych MON i akademii wojskowych.
Redaktor naczelny Zdrowia Psychicznego (1969–1973), członek Komitetu Psychiatrii Polskiej Akademii Nauk (od 1976), członek Komitetu Patofizjologii Klinicznej PAN (od 1984), członek krajowego zespołu specjalistycznego ds. psychiatrii (od 1983), członek Komisji ds. Przeciwdziałaniu Alkoholizmowi przy Radzie Ministrów (od 1984). Członek PZPR (1968-1990).
Członek Polskiego Towarzystwa Psychiatrycznego (od 1950, w latach 1966–1970 oraz 1977–1983 przewodniczący Oddziału Łódzkiego), Polskiego Towarzystwa Higieny Psychicznej - Zdrowie Psychiczne (wiceprzewodniczący 1969–1973), członek Europejskiego Towarzystwa Toksykologicznego (od 1964), Europejskiej Unii Psychiatrów Dziecięcych (od 1973), Towarzystwa Medycyny Środkowego Wschodu (od 1975), członek honorowy czechosłowackiego Towarzystwa Lekarskiego im. Jana Evangelisty Purkyně (1976).

## Odznaczenia i wyróżnienia
- Krzyż Komandorski Orderu Odrodzenia Polski
- Krzyż Oficerski Orderu Odrodzenia Polski
- Krzyż Kawalerski Orderu Odrodzenia Polski
- Złoty Krzyż Zasługi
- Złoty Medal „Siły Zbrojne w Służbie Ojczyzny”
- Złoty Medal „Za zasługi dla obronności kraju”
- Tytuł honorowy Zasłużony Lekarz PRL
- Honorowa Odznaka Miasta Łodzi (1972)[2]
- Złoty Medal Za zasługi w rozwoju przyjaźni z Czechosłowacją
- Medal im. Jana Evangelisty Purkyně (Czechosłowacka Republika Socjalistyczna)
- Wpis do „Honorowej Księgi Czynów Żołnierskich” (1979)

## Publikacje
Autor ponad 200 prac, m.in.:
- Zdrowie psychiczne w siłach zbrojnych (1975)
- Następstwa uszkodzeń mózgu we wczesnym dzieciństwie (1976)
- Problemy zdrowia psychicznego młodzieży (1976)
- Badania nad rozpowszechnieniem spożycia alkoholu i innych środków uzależniających wśród młodzieży studenckiej m. Łodzi (1979)